# توه سرخك سفلي (مقاطعة إسلام آباد غرب)
توه‌سرخك سفلي (بالفارسية: توه‌سرخک سفلی) هي قرية تقع في كرمانشاه في إيران. يقدر عدد سكانها بـ 706 نسمة .